# 114-й Конгресс США
Сто четы́рнадцатый Конгре́сс США — заседание Конгресса США, действовавшее в Вашингтоне с 3 января 2015 года по 3 января 2017 года в период последних двух лет президентства Барака Обамы. Обе палаты, состоящие из Сената и Палаты представителей, имели республиканское большинство. Распределение мест в Палате представителей было основано на переписи населения Соединённых Штатов в 2010 году.
Выборы 2014 года дали республиканцам контроль над Сенатом и Палатой представителей впервые после 109-го Конгресса. Имея 248 мест в Палате представителей и 54 места в Сенате, этот Конгресс начался с самого большого республиканского большинства со времен 71-го Конгресса 1929—1931 годов.

## Важные события
- 6 января 2015 года — Джон Бейнер был переизбран спикером Палаты представителей Конгресса США[1].
- 20 января 2015 года — Послание о положении страны 2015 года.
- 3 марта 2015 года — Премьер-министр Израиля Биньямин Нетаньяху выступил на совместном заседании Конгресса по поводу санкций против Ирана. Нетаньяху был приглашён спикером Джоном Бейнером без консультации с президентом Обамой.
- 9 марта 2015 года — Сенатор США Том Коттон написал и направил письмо руководству Исламской Республики Иран, подписанное 47 из 54 республиканцев Сената, пытаясь поставить под сомнение полномочия администрации Обамы участвовать в переговорах с Ираном о нераспространении ядерного оружия.
- 25 марта 2015 года — Президент Афганистана Ашраф Гани выступил на совместном заседании Конгресса[2].
- 29 апреля 2015 года — Премьер-министр Японии Синдзо Абэ выступил на совместном заседании Конгресса, став первым японским лидером, сделавшим это[3].
- 24 сентября 2015 года — Папа Римский Франциск выступил на совместном заседании Конгресса, став первым Папой, сделавшим это[4].
- 25 сентября 2015 года — Спикер Палаты представителей Джон Бейнер объявил, что уйдёт с поста спикера и покинет Палату представителей в конце октября 2015 года. Впоследствии лидер большинства Кевин Маккарти, предполагаемый фаворит на смену Джону Бейнеру, неожиданно снял свою кандидатуру на этот пост.
- 29 октября 2015 года —  Пол Райан был избран преемником Джона Бейнера на посту спикера Палаты представителей, получив 236 голосов (из 432 поданных)[5]. Таким образом, он стал самым молодым спикером со времён Джеймса Блейна в 1869 году.
- 12 января 2016 года — Послание о положении страны 2016 года.
- 8 ноября 2016 года — Дональд Трамп и Майк Пенс избраны президентом и вице-президентом соответственно на президентских выборах 2016 года, в то время как республиканцы сохраняют большинство как в Сенате, так и в Палате представителей[6][7].

## Ключевые законы
- Закон о реавторизации программы страхования от террористических рисков 2015 года (2015)
- Закон о пересмотре Иранского ядерного соглашения 2015 года (2015)
- Закон о двухпартийном бюджете (2015)
- Закон о консолидированных ассигнованиях 2016 года (2015)
- Закон о защите и сохранении международных культурных ценностей (2016)
- Закон о правосудии против спонсоров терроризма (2016)
- Закон о правах жертв сексуального насилия (2016)
- Закон о разрешении на национальную оборону на 2017 финансовый год (2016)
- Закон о партнёрстве между Соединёнными Штатами и Израилем в области передовых исследований (2016)

## Членство

### Сенат
| Период | Всего | Вакантно | Партии                 | Партии                 | Партии                      |
| Период | Всего | Вакантно | Республиканская партия | Демократическая партия | Независимые (с демократами) |
| ------ | ----- | -------- | ---------------------- | ---------------------- | --------------------------- |
| Начало | 100   | 0        | 54                     | 44                     | 2                           |
| Конец  | 100   | 0        | 52                     | 46                     | 2                           |

### Палата представителей
| Начало | 435 | 0 | 247 | 188 |
| Конец  | 433 | 2 | 246 | 187 |